# Caponiidae
Famille
Les Caponiidae sont une famille d'araignées aranéomorphes.

## Distribution

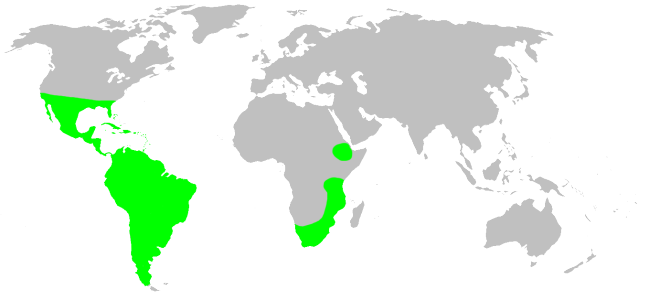
Distribution

Les espèces de cette famille se rencontrent en Amérique, en Afrique, en Asie du Sud-Est et en Iran.

## Description
Ce sont des araignées écribellates haplogynes qui ont la particularité de n'avoir que deux yeux, certaines quatre, six, ou même 8 comme dans les autres familles.
Elles ont un céphalothorax orangé et un abdomen gris clair. Les espèces avec deux yeux les portent dans le milieu antérieur de leur carapace.
Selon les genres, elles ont, :
- 8 yeux : Calponia, Caponia
- 6 yeux : Iraponia, Nasutonops
- 4 ou 6 yeux : Caponina
- 4 yeux : Nopsides, Notnops
- 2 yeux : Cubanops, Diplogena, Laoponia, Medionops, Nops, Nyetnops, Orthonops, Taintnops, Tarsonops, Tisentnops (ou 0)
- pas d’œil : Carajas.

## Paléontologie
Cette famille est connue depuis le Néogène.

## Liste des genres
Selon World Spider Catalog (version 24.5, 17/09/2023) :
- Aamunops Galán-Sánchez & Álvarez-Padilla, 2022
- Calponia Platnick, 1993
- Caponia Simon, 1887
- Caponina Simon, 1892
- Carajas Brescovit & Sánchez-Ruiz, 2016
- Cubanops Sánchez-Ruiz, Platnick & Dupérré, 2010
- Diploglena Purcell, 1904
- Iraponia Kranz-Baltensperger, Platnick & Dupérré, 2009
- Laoponia Platnick & Jäger, 2008
- Medionops Sánchez-Ruiz & Brescovit, 2017
- Nasutonops Brescovit & Sánchez-Ruiz, 2016
- Nops MacLeay, 1839
- Nopsides Chamberlin, 1924
- Nopsma Sánchez-Ruiz, Brescovit & Bonaldo, 2020
- Notnops Platnick, 1994
- Nyetnops Platnick & Lise, 2007
- Orthonops Chamberlin, 1924
- Roddenberryus Sánchez-Ruiz & Bonaldo, 2023
- Taintnops Platnick, 1994
- Tarsonops Chamberlin, 1924
- Tisentnops Platnick, 1994

## Systématique et taxinomie
Cette famille a été décrite par Simon en 1890.
Cette famille rassemble 142 espèces dans 21 genres.

## Publication originale
- Simon, 1890 : « Études arachnologiques. 22e Mémoire. XXXIV. Étude sur les arachnides de l'Yemen. » Annales de la Société Entomologique de France, sér. 6, vol. 10, p. 77-124 (texte intégral).